# Czesław Wilczyński (muzyk)
Czesław Wilczyński (ur. 1950, zm. 22 stycznia 2022) – polski pieśniarz, wokalista, muzyk niezawodowy, autor i współautor piosenek z gatunku ballady i piosenki turystycznej. Aktywny w latach 70., w czasach rozkwitu pierwszych przeglądów i festiwali spod znaku piosenki turystycznej i studenckiej. Piosenki z własnego repertuaru, które śpiewał, akompaniując sobie na siedmiostrunowej gitarze; takie jak m.in. Autostop, Sposób na nudę, Rajdowy szlak, Pieśń o pociągu, Pada deszcz, Kochana, czy To jest właśnie to – na stałe zagościły w śpiewnikach i są śpiewane przy ogniskach itd.. Był także artystą, który wprowadził elementy muzyki country do polskiej piosenki turystycznej.

## Działalność artystyczna
Na studenckiej estradzie pojawił się w 1972 roku, jako reprezentant poznańskiego środowiska akademickiego. Laureat Ogólnopolskiej Studenckiej Giełdy Piosenki Turystycznej (nazwa ta obowiązywała do roku 1979) w Bogatyni i Szklarskiej Porębie, Bazuny w Gdańsku i Poznańskiego Festiwalu Piosenki Turystycznej. W ww. wymienionym roku na Giełdzie i Bazunie po raz pierwszy wykonał piosenkę pt. Autostop, co zaowocowało „Nagrodą dla najlepszego wykonawcy” oraz „Nagrodą za piosenkę” na 5. Giełdzie w Bogatyni (05-09.08.1972), a także „Nagrodą za popularyzację piosenki turystycznej w stylu "Country and Western"” na 2. Bazunie (10-12.11.1972). Laury te utorowały mu drogę jako twórcy i wykonawcy piosenek z kręgu studenckiego. W roku następnym, po raz kolejny został laureatem Giełdy odbywającej się na powrót w Szklarskiej Porębie (02.-06.08.1973) z piosenkami Sposób na nudę i Rajdowy szlak, zaś 12 listopada wziął udział w specjalnym koncercie galowym w ramach Bazuny'73, który odbył się na scenie Teatru Wybrzeże w Gdańsku. Razem z innymi wykonawcami został uwieczniony w niektórych archiwalnych już dziś relacjach TVP z OSGPT w Szklarskiej Porębie (wykorzystano także piosenkę pt. Pada deszcz, bez jego udziału na wizji). Utwory przez niego wykonywane po dziś dzień ukazują się na (kasetowych i płytowych) kompilacjach z piosenkami studenckimi i turystycznymi.
W 1980 roku był członkiem poznańskiej grupy wokalnej Spirituals and Gospel Singers.
W 2015 roku pojawił się na 48. Ogólnopolskiej Turystycznej Giełdzie Piosenki Studenckiej w Szklarskiej Porębie po 23 latach nieobecności. 31 lipca tegoż roku - głównym punktem piątkowego wieczoru w ramach tej edycji imprezy był Koncert Piosenek Czesława Wilczyńskiego, który składał się z piosenek jego autorstwa lub współautorstwa, jak i z tych, które lubił i przed laty śpiewał. 
Zmarł 22 stycznia 2022 roku w wieku 72 lat. Został pochowany 29 stycznia o godz. 13:00 na Cmentarzu Komunalnym w Wałczu.